# Milan (Nouveau-Mexique)
Pour les articles homonymes, voir Milan (homonymie).
Milan est un village de l'État américain du Nouveau-Mexique, situé dans le Comté de Cibola. Selon le recensement de 2010, sa population est de 3 245 habitants.